# Домен (магнетизм)

Процесс намагничивания домена

Домен, область Вейса — макроскопическая область в магнитном кристалле, в которой ориентация вектора спонтанной однородной намагниченности или вектора антиферромагнетизма (при температуре ниже точки Кюри или Нееля соответственно) определенным — строго упорядоченным — образом повернута или сдвинута, то есть поляризована относительно направлений соответствующего вектора в соседних доменах. 
Домены могут состоять из огромного числа магнитно-упорядоченных атомов и видимы иногда невооружённым глазом (размеры порядка 10−2 см3). Домены существуют в ферро- и антиферромагнитных, сегнетоэлектрических кристаллах и других веществах, обладающих спонтанным дальним порядком. Впервые понятие областей самопроизвольной намагниченности было введено Пьером Вейсом в 1907 году для ферромагнетиков.

## Доменная теория

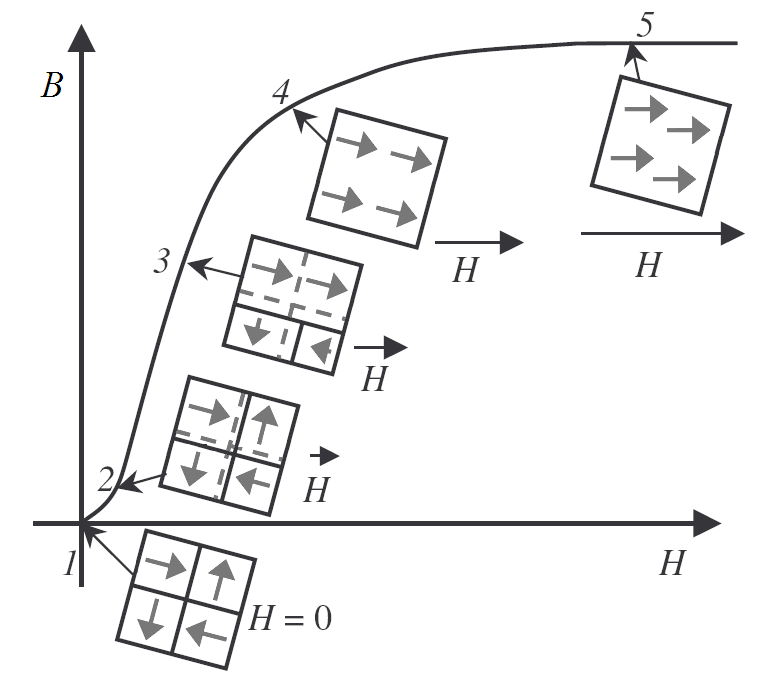
Перемагничивание четырёхдоменной частицы во внешнем поле. По осям отложены напряженность внешнего магнитного поля H и магнитная индукция B.

Рассмотрим плоскую квадратную ферромагнитную пластинку толщиной {\displaystyle h} с площадью {\displaystyle L^{2}}.
Равновесное распределение вектора намагниченности соответствует минимуму полной энергии пластинки. Полная энергия включает в себя энергию обменного взаимодействия {\displaystyle W_{e}}, энергию магнитной анизотропии {\displaystyle W_{a}}, энергию доменных границ {\displaystyle W_{d}}, энергию {\displaystyle W_{m}}, связанную с возникновением вокруг пластины магнитного поля.
В случае, когда пластинка однородно намагничена, и вектор намагниченности лежит на кристаллографической оси, соответствующей минимуму магнитной анизотропии, достигается минимум суммы {\displaystyle W_{e}+W_{a}}. С другой стороны, в таком случае очень большой оказывается энергия {\displaystyle W_{m}},
так как вокруг пластины образуется  магнитное поле, силовые линии которого далеко выходят из этой пластины. Величина этой энергии будет меньше в том случае, когда меньше магнитное поле вокруг пластины. Такая ситуация реализуется, когда пластина разбивается на области (домены), в каждой из которых вектор намагниченности везде направлен по оси легкого намагничивания, но в соседних доменах направления вектора намагниченности различны. С одной стороны, при такой конфигурации энергия {\displaystyle W_{m}} уменьшается, но, с другой стороны, с увеличением числа доменов возрастает энергия доменных границ {\displaystyle W_{d}}, так как сосуществование антипараллельных спинов невыгодно с точки зрения энергии обменного взаимодействия.
Энергия {\displaystyle W_{m}} по величине может быть оценена следующим образом:
{\displaystyle W_{m}=M^{2}dL^{2},}
где {\displaystyle d} — толщина домена, {\displaystyle M} — модуль вектора намагниченности внутри домена.
Энергия доменных границ определяется с помощью поверхностной энергии доменных границ {\displaystyle \sigma }:
{\displaystyle W_{d}=\sigma LhN,}
где {\displaystyle N=L/d} — число доменных границ. Тогда полная энергия выглядит следующим образом:
{\displaystyle W_{d}+W_{m}=\sigma L^{2}{\frac {h}{d}}+M^{2}dL^{2}}.
Оптимальный размер домена, при котором достигается минимум суммы {\displaystyle W_{d}+W_{m}}, зависит от параметров пластины следующим образом:
{\displaystyle d_{opt}^{2}=l_{0}h,}
где {\displaystyle l_{0}=\sigma /M^{2}} — характеристическая длина.

## Применения на практике
- хранение данных на жестких дисках осуществляется с использованием горизонтально или вертикально расположенных магнитных доменов;
- магнитные домены, перемещаемые по специальных трекам, могут быть использованы при создании перспективной трековой памяти[8].